# Barry Kemp (egiptòleg)
Barry Kemp   (Birmingham, 14 de maig de 1940 - 15 de maig de 2024) va ser un arqueòleg i egiptòleg anglès, professor d'Egiptologia al Departament d'Estudis Orientals de la Universitat de Cambridge i director d'excavacions de l'Egypt Exploration Society a Al-Amārna.
El seu conegut llibre, Ancient Egypt: Anatomy of a Civilisation, és un text bàsic de l'egiptologia i és utilitzat en cursos d'Història Antiga. En ell, ens mostra com els egipcis van inventar l'Estat, inicialment de caràcter despòtic, i com després van evolucionar a formes de compromís social i estableix semblances amb els models actuals: «el veritable estudi de l'home és una matèria subversiva».
També va contribuir amb altres obres d'egiptologia molt apreciades i utilitzades, com el Journal of Civilisations of the Ancient Near East, i Ancient Egypt: A Social Historyl, que incorpora el treball de molts dels principals egiptòlegs i les últimes tendències en el tema, dirigides cap al desenvolupament d'una imatge holística de l'antiga societat egípcia, en lloc de centrar-se en la cultura de les elits que domina l'arqueologia.

## Obra publicada
- Barry Kemp. Ancient Egypt: Anatomy of a Civilisation. 2a edició.  Routledge, 2005. ISBN 0-415-23550-2.
- Barry Kemp. 100 Hieroglyphs: Think Like an Egyptian.  Granta Books, 2005. ISBN 1-86207-658-8.
- Barry Kemp. The Egyptian Book of the Dead.  Granta Books, 2007. ISBN 978-1-86207-913-7.
- Barry Kemp. Amarna Reports, parts 1-5.  Egypt Exploration Society.
- Barry Kemp. The city of el-Amarna as a source for the study of urban society in ancient Egypt in World Archaeology 9, 123-39, 1977.
- Barry Kemp. The character of the South Suburb at Tell el-'Amarna. Mitteilungen der Deutschen Orient-Gesellschaft zu Berlin 113, 81–97, 1981.
- Barry Kemp. Tell el-'Amarna. In H.S. Smith and R.M. Hall, ed., Ancient Centres of Egyptian Civilization, pp. 57-72, 1983.
- Barry Kemp. Tell el-Amarna, 4000 word entry in the Lexikon der Ägyptologie, ed. W. Helck and W. Westendorf, Band VI. Wiesbaden: Harrassowitz, 309–19, 1986.
- Barry Kemp. Amarna from the air. Egyptian Archaeology 2, 15–17, 1992.
- Barry Kemp. More of Amarna's city plan. Egyptian Archaeology 13, 17–18, 1998.
- Barry Kemp. Bricks and metaphor. Cambridge Archaeological Journal 10, 335–46. A comparative essay on the theme 'Were cities built as images?', 2000.